# Холл, Арман
Арман Холл (род. 1991) — американский легкоатлет, который специализируется в беге на 400 метров. Чемпион мира среди юношей 2011 года. На чемпионате США 2013 года занял 3-е место и был включён в состав сборной на чемпионат мира в Москве. На чемпионате мира он не смог выйти в финал в беге на 400 метров, но в составе эстафеты 4×400 метров выиграл золотую медаль.
В настоящее время проживает в Гейнсвилле.
Личный рекорд в беге на 200 метров — 20,73, в беге на 400 метров — 44,82.

## Достижения
- Чемпионат мира среди юниоров 2012 — 4×400 метров
- Чемпионат мира среди юниоров 2012 — 4×100 метров
- Чемпионат мира среди юниоров 2012—400 метров